# Chlamydopsis formicicola
Chlamydopsis formicicola är en skalbaggsart som först beskrevs av King 1869.  Chlamydopsis formicicola ingår i släktet Chlamydopsis och familjen stumpbaggar. Inga underarter finns listade i Catalogue of Life.